# Dashti Margo
Dashti Margo, también transcrito Dasht-e Mārgow y Dasht-e Margoh (en dari: دشت مارگو, literalmente "desierto de la Muerte") es una región desértica de las provincias meridionales de Helmand y Nimruz en Afganistán. El desierto está al lado del desierto de Khash y del desierto de Registán. Ocupa un área de aproximadamente 150.000 km², con una elevación entre 500-700 metros. El desierto se compone principalmente de masas de arena y roca arcillosa, llanuras y oasis. Dasht significa desierto en el lenguaje afgano dari y margo significa "muerte", por lo tanto, se le conoce como Desierto de la Muerte.